# Epichirostenotes
Epichirostenotes (що означає «вище Chirostenotes», тому що він жив після останнього роду) — рід овірапторозаврів динозаврів пізньої крейди. Epichirostenotes відомий з неповного скелета, знайденого в 1923 році в формації Horseshoe Canyon, Альберта, в шарах, датованих приблизно 72 мільйонами років тому. Його вперше назвали Роберт М. Салліван, Стівен Е. Джасінскі та Марк П. А. van Tomme у 2011 році, а типовим видом є Epichirostenotes curriei. Його голотип, ROM 43250, був призначений Chirostenotes pergracilis Гансом-Дітером Сьюзом у 1997 році.